# قلقل (تویسرکان)
قلقل (تویسرکان)، روستایی از توابع بخش مرکزی شهرستان تویسرکان در استان همدان ایران است.که حسن فدا 

## مردم
مردم روستا لر هستند و به زبان لکی سخن می گویند.

## جمعیت
این روستا در دهستان خرم‌رود قرار دارد و براساس سرشماری مرکز آمار ایران در سال ۱۳۹۵، جمعیت آن ۱۲۱۲ نفر (۳۸۷ خانوار) بوده‌است.